# Noorda trimaculalis
Noorda trimaculalis is een vlinder uit de familie grasmotten (Crambidae). De wetenschappelijke naam van deze soort is voor het eerst gepubliceerd in 1965 door Hans Georg Amsel.
De soort komt voor in Ethiopië.